# محمود صيقل
محمود صيقل (مواليد 1962 في كابول -) دبلوماسيٌّ أفغانيٌ، مُتخصص في التنمية الدولية، شغل منصب الممثل الدائم لجمهورية أفغانستان الإسلامية لدى الأمم المتحدة من أكتوبر 2015 حتى فبراير 2019. ولديه أكثر من عقدين من الخبرة مع الحكومات والمنظمات الدولية والقطاع الخاص والمجتمع المدني.